# Нуринський сільський округ (Іргізький район)
Нури́нський сільський округ (каз. Нұра ауылдық округі, рос. Нуринский сельский округ) — адміністративна одиниця у складі Іргізького району Актюбінської області Казахстану. Адміністративний центр — село Нура.
Населення — 998 осіб (2021; 1210 у 2009, 1811 у 1999, 1927 у 1989).
Станом на 1989 рік існувала Нуринська сільська рада (села Белшер, Дукен, Мамир, Нура).

## Склад
До складу округу входять такі населені пункти:
| Населений пункт | Населення, осіб (1989) | Населення, осіб (1999) | Населення, осіб (2009) | Населення, осіб (2021) |
| --------------- | ---------------------- | ---------------------- | ---------------------- | ---------------------- |
| Белшер, село    | 296                    | 317                    | 192                    | 210                    |
| Дукен, село     | 356                    | 284                    | 163                    | 93                     |
| Мамир, село     | 286                    | 323                    | 174                    | 158                    |
| Нура, село      | 989                    | 887                    | 681                    | 537                    |